# Erland Samuel Bring

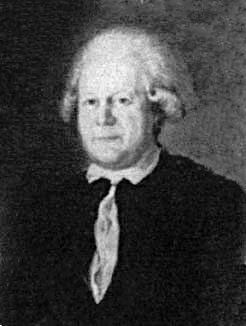
Erland Samuel Bring

Erland Samuel Bring (* 19. August 1736 in Ausås, Gemeinde Ängelholm; † 20. Mai 1798 in Lund) war ein schwedischer Mathematiker.
Bring studierte von 1750 bis 1757 an der Universität Lund Rechtswissenschaften. Später lehrte er dort Geschichte, allerdings galt sein Hauptinteresse der Mathematik. 1790 wurde er Rektor der Universität.
Sein in Lund 1786 veröffentlichtes Hauptwerk Meletemata quaedam mathematica circa transformationem aequationum algebraicarum beschreibt seine Forschungsergebnisse über die Lösung von Gleichungen. Nach Bring benannt ist die Jerrard-Bring-Normalform einer Gleichung fünften Grades. Demnach lässt sich jede Gleichung fünften Grades durch eine Tschirnhaus-Transformation, deren Parameter sich  als Lösungen von Gleichungen bis zum vierten Grad ergeben, auf eine Gleichung der Form
{\displaystyle x^{5}+ax+b=0}
reduzieren. Anschließend kann diese reduzierte Gleichung fünften Grades auf ein Bringsches Radikal zurückgeführt werden.

## Schriften
- Meletemata quaedem mathematica circa transformationem aequationem algebraicarum, Lund 1786
  - Der wesentliche Inhalt wurde später hier dargestellt: Quarterly J. Math., 6, 1864, S. 45–47, kostenfrei bei Google Play (sowie im selben Jahr in Annali di Mat.)